# Enoch Tiberg
Enoch Fredrik Tiberg, född 27 juli 1858 i Högsby socken, död där 5 december 1885, var en svensk bergsvetenskapsman.
Enoch Tiberg var son till possessionaten Lars Gustaf Tiberg och Christina Maria Ljunglund samt bror till Hugo Tiberg. Efter mogenhetsexamen 1879 var han 1880–1881 elev vid Tekniska högskolan i Stockholm. Trots sjukdom, som gjorde att han avled vid 27 års ålder, ägnade han sig oförtrutet åt magnetiska undersökningar och mätningar vid ett stort antal järnmalmsfält i mellersta Sveriges bergslag. I magnetometrins historia gjorde han sig känd genom sina mycket viktiga uppfinningar av den magnetiska inklinationsvågen och kraftpilmätningsmetoden. Dessa kom till vidsträckt användning och möjliggjorde uppsökandet av ett stort antal magnetiska järnmalmskroppar. Uppfinningen av inklinationsvågen gjorde Tiberg 1881, och instrumentet kom därefter att bli det främsta instrumentet för uppmätning av den vertikala intensiteten hos starkt magnetiska malmer. Kraftpilmätningsmetoden, som främst kom att nyttjas vid mätningar under jord och med vilken malmmagnetismens horisontella sammansättning analyserades till storlek och riktning, utarbetade Tiberg redan under skoltiden 1878, då han under ferierna deltog i mätningar med magnetometer och vanlig gruvkompass under jord i Långbans gruvor, där brodern Hugo Tiberg var disponent. Om sin inklinationsvåg skrev Tiberg en avhandling i Jernkontorets annaler 1884.